# Старо Село (Јегуновце)
Старо Село (мкд. Старо Село) је насеље у Северној Македонији, у северном делу државе. Старо Село припада општини Јегуновце.

## Географија
Насеље Старо Село је смештено у северном делу Северне Македоније, близу државне границе са Србијом (4 km североисточно од насеља). Од најближег већег града, Тетова, насеље је удаљено 24 km североисточно.
Старо Село се налази у доњем делу историјске области Полог. Насеље је положено на северном ободу Полошког поља. Јужно насеља се пружа поље, а северно и западно се издиже Шар-планина. Надморска висина насеља је приближно 850 метара.
Клима у насељу је планинска због знатне надморске висине.

## Историја
Почетком 20. века сви житељи су били припадници Српске православне цркве.

## Становништво
Старо Село је према последњем попису из 2002. године имало 217 становника.
Претежно становништво у насељу су етнички Македонци (98%), а остало су махом Срби.
Већинска вероисповест је православље.